# Il re mago
Il Re Mago è un romanzo fantasy di Lev Grossman, pubblicato nel 2011 da Viking Press, secondo libro della trilogia di Lev Grossman, è il sequel di Il mago, precede The Magician's Land. Continua la storia di Quentin Coldwater che, assieme ad Eliot, Josh e Poppy viaggia ai limiti di Fillory, alla ricerca delle 7 chiavi d'oro, parallelamente la storia si intreccia con quella della sua amica d'infanzia Julia, che ha imparato a duro prezzo la magia sulla terra, nelle case sicure, la loro storia si ricongiunge a Fillory.
Dai romanzi sono state tratte una serie televisiva intitolata The Magicians e una graphic novel.

## Trama
In questo secondo libro della trilogia si intrecciano due trame, che partono rispettivamente dall'inizio e dalla fine del libro precedente Il Mago. Nella prima trama, racconta di Julia che, non avendo superato la prova d'ammissione alla scuola di magia Brakebills, torna a Brooklyn. Un incantesimo di cancellazione della memoria mal fatto, lascia trapelare i ricordi del suo esame fallito e del mondo della magia che le è stato precluso. Dopo una notevole quantità di ricerche della magia, trova la sua strada verso un rifugio sicuro dove le vengono insegnati incantesimi di basso livello. Poco a poco, si fa strada, passando livelli su livelli, imparando sempre più magia, fino al punto in cui le case sicure non hanno più nulla da insegnarle. Prende contatto con Free Trader Beowulf, un gruppo di persone come lei: maghi autodidatti con problemi psicologici significativi. Si trasferisce a Murs, in Francia, per lavorare con loro, dove le insegnano ancora più magia, fino a che raggiunge 250, il livello massimo.
Julia e gli altri a Murs, al fine di ottenere una magia significativamente più potente, tentano di evocare la Madonna Sotterranea, una dea locale. Invece si materializza Reynard la Volpe, un dio imbroglione, che uccide la maggior parte di loro, mentre li avverte che nessuno ha convocato un dio negli ultimi 2000 anni, che tutti gli dei li hanno uditi, compresi quelli antichi e che, potrebbero tornare, con conseguenze catastrofiche per la magia. A quel punto Julia si sacrifica per salvare la sua amica Asmodeus. Reynard in cambio stupra Julia, prendendosi la sua ombra e lasciandola con un grave trauma, ma una scintilla in più di magia divina.
Parallelamente Quentin Coldwater dovrebbe essere entusiasta. Brooklyn e la sua infanzia infelice sono un ricordo, è approdato alla scuola di magia di Brakebills, e lì ha scoperto che Fillory, il mondo incantato dei libri che divorava da bambino, esiste davvero e, adesso, lui e i suoi amici Eliot, Janet e Julia ne sono i re e le regine. Trascorrono le loro giornate immersi in un paesaggio da favola fatto di alberi-orologio e animali parlanti, eppure Quentin è sempre più irrequieto. Questa nuova vita facile e spensierata non gli basta: lui desidera, con tutte le sue forze, un'avventura. E poi, ultimamente, a Fillory stanno succedendo cose strane e inquietanti…
Così, insieme alla regina Julia, Quentin fa riparare una vecchia nave magica e prende il mare per raggiungere i confini estremi del regno. Sull'isola Esterna viene a sapere della leggenda delle sette chiavi di Fillory e decide di andarle a cercare sull' isola di Dopo, oltre i confini del regno di Fillory. Qui trovano la prima chiave d'oro, ma, quando la usano, vengono accidentalmente rimandati sulla Terra, davanti alla casa dei genitori di Quentin. Alla disperata ricerca di una via di ritorno, dopo aver girovagato per giorni, Quentin e Julia incontrano Josh a Venezia, qui scoprono che ha venduto il bottone magico. che permette di viaggiare tra i mondi, al drago del Canal Grande. Con Josh c'è Poppy, una maga australiana che Quentin consulta perché esperta di draghi. Riesce a farsi ricevere e parlare col drago, che lo avverte del ritorno dei vecchi dei e dell'imminente chiusura di Neppuria, la città tra i mondi, e gli fornisce degli indizi su come tornare a Fillory. Capiscono che per farlo devono viaggiare in Cornovaglia, per cercare la pendola della casa dei Chatwin, un portale che gli permetteva di andare a Fillory. Quando la trovano Quentin e Julia, portando involontariamente Poppy e Josh con loro. Lì vengono accolti a bordo della Muntiac, comandata da Eliot che nel frattempo è riuscito a trovare cinque delle sette chiavi d'oro. A bordo della nave Quentin e Poppy hanno un flirt. Dopo giorni di navigazione trovano un'isola sconosciuta nella quale Quentin incontra il dio Umbra, che gli indica la sua missione da eroe. Sull'isola trova un castello e dopo una battaglia trovano la sesta chiave, purtroppo Benedict viene ucciso. Quentin e Poppy finiscono incidentalmente a Neppuria, zona di comunicazione tra i mondi, dove trovano Penny, l'ex compagno di classe di Quentin, che spiega loro che l'accesso alla magia avviene attraverso una scappatoia sconosciuta ai vecchi dei, che sono effettivamente solo maghi che operano su una scala di potere titanica, e che sono tornati per chiudere quella scappatoia. Fillory è la scappatoia attraverso la quale la magia affluisce, e la fine della magia significherà anche la sua fine.
I fondatori delle Neitherlands costruirono una porta sul retro attraverso la quale la magia poteva continuare ad affluire se gli Dei fossero tornati a spegnerla, ma per aprirla servono le sette chiavi d'oro, le stesse che Quentin ed Eliot stavano cercando. Quentin e Poppy tornano così a Fillory per continuare la ricerca.
Quentin e Julia viaggiano negli inferi, dove raccolgono l'ultima chiave e dove Julia viene fatta driade da Our Lady Underground. Arrivano ai confini del mondo e riescono a riaprire la porta, permettendo alla magia di fluire nuovamente tramite un passaggio nel lato opposto di Fillory. Quentin e Julia vorrebbero passare, ma Julia non può, deve pagare il prezzo per aver causato la catastrofe, quando ha evocato la dea ha richiamato l'attenzione degli Dei. Quentin si rende disponibile ad addossarsi la punizione, permettendo a Julia di passare, è però costretto a pagarne il prezzo, deve rinunciare al suo trono e lasciare Fillory. Deve quindi tornare sulla Terra, da solo.

## Personaggi principali
- Quentin Coldwater - cresciuto a Brooklyn, proveniente dalla scuola di magia di Brakebills, Quentin diventa uno dei re di Fillory dopo una serie di avventure magiche.
- Julia Wicker - Abile maga con un passato travagliato e una psiche danneggiata, Julia regna nel magico regno di Fillory come una delle sue regine.
- Eliot Waugh - Amico ed ex tutor di Quentin a Brakebills e alto re di Fillory.
- Janet - Ex compagna di classe di Quentin a Brakebills, è una delle Regine di Fillory.
- Josh - Ex compagno di classe di Quentin a Brakebills, vive a Venezia, ma finisce incidentalmente a Fillory, dove diventerà re, dopo che Quentin viene espulso dal mondo magico.
- Alice Quinn - È una maga trasformata in niffin, legata sentimentalmente a Quentin
- Poppy - È una maga australiana, esperta in draghi, ha un flirt con Quentin, Finisce incidentalmente a Fillory, dove diventerà regina, dopo che Julia e Quentin vengono espulsi dal mondo magico.
- Asmodeus - È una potente strega adolescente, membro del Free Trader Beowulf, amica di Julia.

## Ambientazione
Mentre Il primo libro si svolge per buona parte all'interno di Brakebills, l'istituzione principale per lo studio della magia in Nord America, nascosto nel bel mezzo di New York, il secondo libro si snoda su due trame:
quella che riguarda Julia alla ricerca della magia si svolge sulla Terra, inizialmente negli Stati Uniti, principalmente a New York, si sposta poi a Murs, in Francia
quella che riguarda Quentin e la ricerca delle chiavi d'oro si svolge principalmente a Fillory , la magica terra creata dagli dei Amber e Umber e l'ambientazione delle serie di romanzi di Christopher Plover. Il nome Fillory è usato sia per descrivere il pianeta che il regno governato da Quentin, Eliot, Janet e Julia. Ci sono delle parti della ricerca ambientate sulla Terra, negli Stati Uniti, a Venezia e a Fowey in Cornovaglia.
Da non dimenticare Neppuria, la terra di comunicazione tra i mondi.

## Accoglienza
Il libro ha raccolto generalmente buone recensioni, tra le quali: 
- George R. R. Martin - "Quella di Grossman è una sensibilità adulta, le sue storie sono oscure, pericolose e piene di imprevisti"[senza fonte][6].
- Chicago Tribune - "il Re mago è il giovane Holden per gli amanti degli universi alternativi. Un romanzo raro e scintillante."[senza fonte]
- The Boston Globe - "il Re mago è un'opera singolare, un libro che analizza e al contempo galvanizza la nostra fame di fantasia".[senza fonte][6].
- Emily VanDerWerff - lo valuta ‘A', definendolo un sequel che è chiaramente il libro di mezzo di una trilogia, ma è quella rara creatura che colma il divario tra i racconti, ma che sta anche in piedi da solo.[senza fonte][6].

## Edizioni
Edizione originale
- (EN) Lev Grossman, The Magicians King, New York, Viking, 2011, ISBN 978-0-670-02231-1, LCCN M28 PS3557.R6725 M28.

Prima edizione italiana
- Lev Grossman, Il re mago, Milano, Rizzoli, 2017, ISBN 978-8817092203.